# Gabańka
Gabańka (829 m) – szczyt w Paśmie Radziejowej w Beskidzie Sądeckim.
Znajduje się w bocznym grzbiecie biegnącym z Czeremchy na południe poprzez Łysiny, Kuni Wierch i Gabańkę do doliny Grajcarka. Grzbiet ten oddzziela doliny potoków Sopotnickiego i Sielskiego. Na Gabańce ów grzbiet rozgałęzia się na trzy ramiona. Opadają one na południowy zachód, południe oraz południowy wschód, ku dolinom dwóch wymienionych potoków, a także Grajcarka, i kulminują w kilku niewybitnych wierzchołkach. Pomiędzy te grzbiety wcinają się dwa potoki uchodzące do Grajcarka, jeden z nich to potok Niterbardzki. Na ramieniu najbardziej wysuniętym na zachód, na wysokości 630–760 m n.p.m., znajdują się zabudowania przysiółka Gabańka. Stoki są częsciowo lesiste i występują tu liczne polany, jednak dolne partie południowych zboczy nie są porośnięte lasem. Przy zielonym szlaku znajduje się schron Krakowskiego Klubu Przodowników Turystyki Górskiej „Wilcza Chata”.
Przez wierzchołek Gabańki przebiega południowa granica Popradzkiego Parku Krajobrazowego. Stoki zachodnie należą do miasta Szczawnica, stoki wschodnie do wsi Szlachtowa w województwie małopolskim, w powiecie nowotarskim, w gminie miejsko-wiejskiej Szczawnica.

## Szlaki turystyczne
pieszy: Szczawnica – Gabańka – Kuni Wierch – Łysiny – Czeremcha – Prehyba (trawers od zachodu). Czas przejścia: 3:15 h, ↓ 2:15 h.

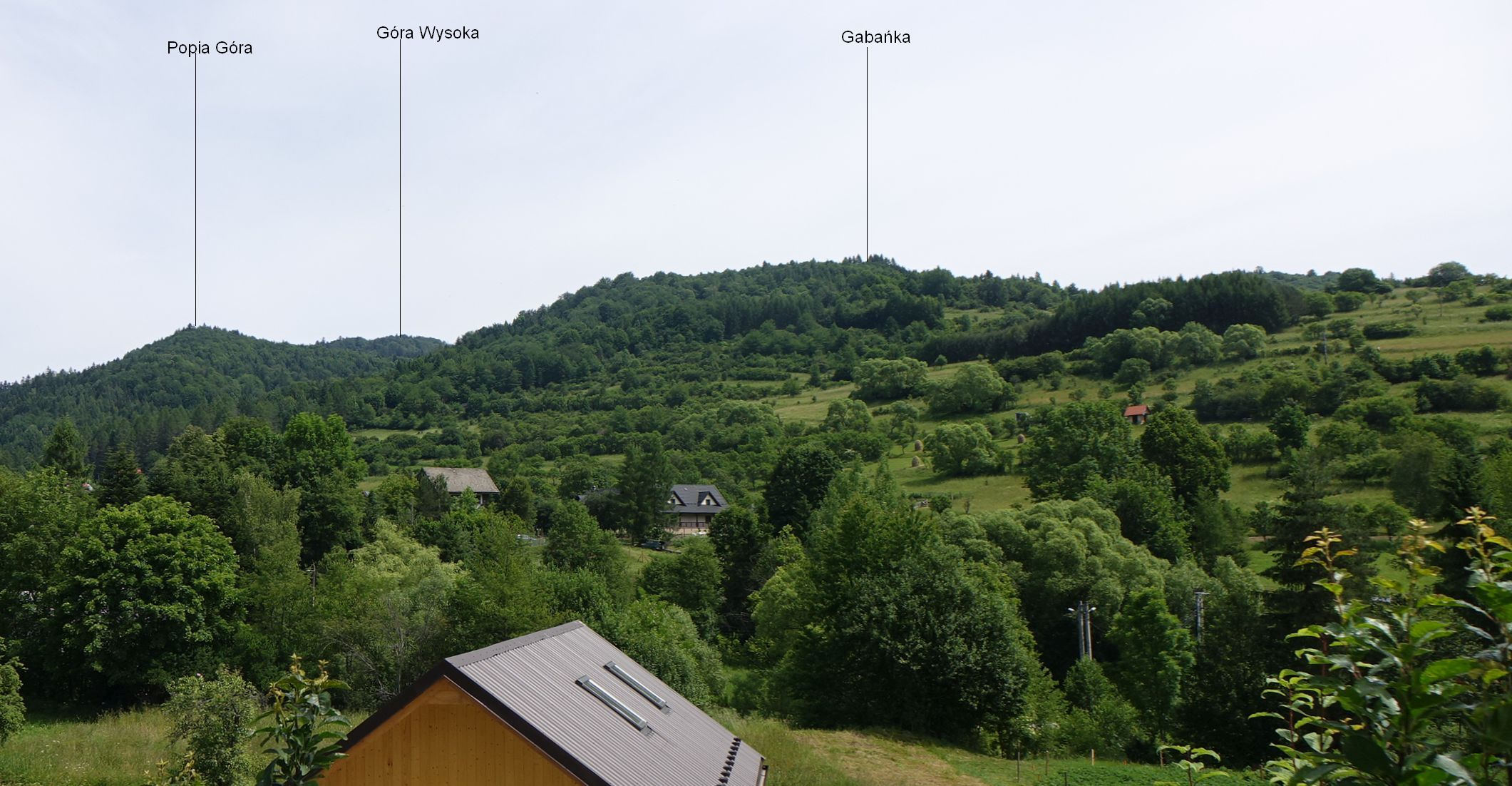
Widok z osiedla Kunie w Szczawnicy